# Inceptiszol
Az inceptiszol egy talajrend az USDA-talajtaxonómiában. Az inceptiszolok minimális horizontfejlődést mutatnak, fejlettebbek az entiszoloknál, de nem annyira, hogy más talajrendhez sorolhatók legyenek. Nincs bennük vas, alumínium, szerves anyag vagy agyag-felhalmozódás. A jégmentes földterületek kb. 15%-át borítják, egészen meredek lejtőkön, geomorfológiailag fiatal felszíneken és ellenálló anyakőzeteken.
Van egy ochrikus (felszíni horizont, amiből hiányzik a finom rétegződés és vagy világos színű, vagy alacsony szerves szén tartalmú; vagy masszív és szárazon nagyon kemény), vagy umbrikus horizontja (A szint sötét, savas, hűvös csapadékos területen) és egy kambikus (B-szintet erősen mállott anyagok alkotják, barna földben és glejben) felszín alatti horizontja.

## Alrendek
- Anthrept - az emberi tevékenység és gazdálkodás nyomát viselő inceptiszolok.
- Aquept - az év nagy részében a vízszint felszínénél vagy annak közelében lévő inceptiszolok.
- Cryept - hideg éghajlat inceptiszola.
- Gelept - nagyon hideg éghajlat (az évi középhőmérséklet 0 C alatti) inceptiszola.
- Udept - nedves éghajlat inceptiszola.
- Ustept - félsivatagi és félnedves éghajlat inceptiszola.
- Xerept - mérsékelt inceptiszol nagyon száraz nyaras és nedves teles éghajlaton.

## Külső hivatkozások
- Inceptisols. USDA-NRCS. [2006. május 9-i dátummal az eredetiből archiválva]. (Hozzáférés: 2006. május 14.)